# شهرستان شارکانسکی
شهرستان شارکانسکی (به لاتین: Sharkansky District) یک شهرستان در روسیه است که در اودمورتیا واقع شده‌است.